# 1793 Zoya
1793 Zoya este un asteroid din centura principală, descoperit pe 28 februarie 1968, de Tamara Smirnova.